# 크테시아스
크테시아스(고대 그리스어: Κτησίας, Ctesias)는 카리아 크니도스 출신으로 기원전 5세기에 활약한 고대 그리스의 의사, 역사가이다. 크테시아스는 아르타크세르크세스 2세의 의사로 기원전 401년 아르타크세르크세스 2세가 형 키루스와 전쟁을 치룰 때 크테시아스도 동행했다.
크테시아스는 강에 대한 여러 글들, 페르시아의 세금에 대한 글들, 《인디카》(Indica)를 저술했으며 이오니아 방언으로 쓰여진 헤로도토스의 《히스토리아》에 대항하여 쓴 전23권으로 이루어진 《페르시카》(Persica)라는 앗시리아 역사, 페르시아 역사책을 썼다. 《인디카》는 당시의 페르시아가 본 인디아에 대한 관점을 기록한 것으로 가치가 있다.

## 페르시카
《페르시카》 첫 6권에서 앗시리아와 바빌론에서 페르시아 제국의 건국까지, 나머지 17권에서 그 때부터 기원전 398년까지를 다루고 있다. 그러나 현존하는 것은 포티오스에 의한 요약과 아테나이오스, 플루타르코스, 그리고 디오도로스 시켈로스의 기록 안에 있는 조각들이다. 특히 디오도로스 제2권의 내용은 크테시아스의 내용을 많이 반영했다. 《페르시카》의 가치는 고대부터 현재에 이르기까지 논쟁의 대상이 되어왔다. 고대의 권위자들은 높은 가치로 헤로도토스의 신용을 떨어뜨리는데 ‘페르시카’를 이용했다. 그렇지만, 많은 사람들은 역사적 가치가 낮다고 생각했으며, 앗시리아 왕에 관한 크테시아스 설명은 설형문자의 기록과 일치하지 않는다고 주장했다. 풍자작가 루키아노스는 크테시아스의 설명이 전혀 신뢰할 수 없다고 생각하고 그의 저서 진실된 이야기( Ἀληθῶν διηγημάτων)에서 크테시아스를 깎아내렸다. 루키아노스는 다음과 같이 썼다.(2.31)
| “ | 큰 벌을 받는 사람은 살아있을 때 거짓말을 하고, 거짓 역사를 쓴 사람이다. 그 중에는 크니도스의 크테시아스, 고고학자 등이 포함된다. | ” |

## 인디카
인디카는 페르시아의 관점으로 본 인도에 대한 기록이다. 여기에는 신과 같은 사람, 철학자, 예술가, 헤아릴 수 없는 황금, 그리고 부유함과 온갖 경이가 담겨져 있다. 이것은 인도에 대한 페르시아인들의 신념을 기록했기 때문에 소중한 것으로 평가받는다. 현재는 후세의 저자들이 쓴 책에 단편적으로만 남아 있을 뿐이다.

## 참고 문헌
- Ed., trad. et commentaire par Dominique Lenfant, Ctésias de Cnide. La Perse. L'Inde. Autres fragments, Collection Budé, Belles Lettres, Paris, 2004 (ISBN 2251005188).
- Jan P. Stronk: Ctesias' Persian History. Part I: Introduction, Text, and Translation, Wellem Verlag, Düsseldorf, 2010 (ISBN 9783941820012).
- Andrew G. Nichols, Ctesias: On India. Translation and Commentary, Duckworth, 2011, ISBN 1-85399-742-0
- Lloyd Llewellyn-Jones and James Robson, Ctesias' History of Persia: Tales of the Orient, Oxford, 2010 (ISBN 9780415364119).